# Ernest Shepard
Ernest Shepard, detto Ernie (Beaumont, 19 luglio 1916 – Amburgo, 23 novembre 1965), è stato un contrabbassista e cantante statunitense.
Iniziò la sua carriera professionale con Ivory Joe Hunter. Successivamente, durante gli anni trenta si esibì nel Texas, in California e poi a New York.
A New York accompagnò musicisti come Gerald Wilson, Eddie Heywood, Billy Eckstein, Gene Ammons, Charlie Parker e Dizzy Gillespie.
Nell'ottobre del 1962 entrò nella Big Band di Duke Ellington, in sostituzione d Aaron Bell. Dopo alcune tournée, nel marzo del 1964 decise di fermarsi in Germania, dove si esibì soprattutto in programmi radiofonici e televisivi. Morì ad Amburgo il 23 novembre 1965.
Shepard un contrabbassista molto apprezzato, in particolare da Duke Ellington, il quale sosteneva che gli ricordava, nel modo di suonare, Jimmy Blanton. Come cantante risentì stilisticamente dell'influenza di Slam Stewart.